# Севастијан Оптински
Севастијан Караганда (рођ. Стефан Васиљевич Фомин; 28. октобар [10. новембар] 1884, село Космодемјанское, Орловска губернија - 19. април 1966, Болшаја Михајловка, Караганда, Казахстанска ССР) - архимандрит Руске православне цркве.
Прослављен је као преподобни исповедник 2000. године.

## Биографија
Рођен 1884. године у сељачкој породици Василија и Марте. Са четири године умро му је отац, а годину дана касније умрла му је мајка. После смрти родитеља, од пете године живео је са породицом старијег брата Илариона. Његов средњи брат Роман примио је монаштво у Оптинској испосници са именом Рафаило.
3. јануара 1909. ступио је у келије старца Јосифа (Литовкина) у манастир Оптинску испосницу. Године 1917. пострижен је у монаштво  са именом Севастијан. После званичног затварања Оптине 10. (23. јануара) 1918. године, манастир је наставио да постоји под видом земљорадничке задруге. Године 1923. богослужење је потпуно обустављено, а власти су почеле да исељавају монахе. Отац Севастијан је у то време био под духовним руководством старца Нектарија Оптинског.
Године 1927. примио је свештенство од епископа калушког. После упокојења старца Нектарија 1928. године долази у град Козлов (од 1932. - Мичуринск), где служи у парохијској Илијевској цркви до 1933. године, до хапшења. Осуђен је на 7 година принудног рада и послат у Тамбовску област на сечу; годину дана касније пребачен је у Карлаг у село Долинка, где је стигао 26. маја 1934. године.
Након изласка из затвора, 29. априла 1939. године, остао је у селу Велика Михајловка код Караганде, где је „илегално“ обављао богослужења по кућама, иако за то није постојала дозвола од комунистичких власти.
Црквена зајадница Севастијана у Великој Михаиловци, која је имала молитвену зграду од 1940-их, потпала је под уредбу Савета министара СССР-а „О промени процедуре отварања молитвених зграда“ од 17. фебруара 1955. године. Године 1955. дата је дозвола за њену регистрацију; подигнут је храм, који је освећен у част Рођења Пресвете Богородице.
22. децембра 1957. године архиепископ петопавловски и кустанајски Јосиф (Чернов) је уздигнут у чин архимандрита и одликован Патријаршијском дипломом „За марљиво служење Цркви“. 1964. године, на Анђеоски дан, одликован је архијерејским штапом – наградом ретком за архимандрите.
16. априла 1966. године примио је постриг у схиму од епископа волоколамског Питирима (Нечајева), који је дошао код њега да изврши постриг.
Преминуо је 6 (19.) априла 1966. - на Радоници; сахрањен је на Старом Михајловском гробљу у Караганди.

## Канонизација
Канонизован је 1997. године као локално поштовани светац Алма-Атске епархије.
Његове мошти су пронађене 22. октобра 1997. године, а од 2. маја 1998. почивају у Ваведенском саборном храму у Караганди.
Канонизован је као свети новомученик и исповедник Руске Цркве на Јубиларном Архијерејском Сабору у августу 2000. године за општецрквено поштовање.